# Long Distance Calling (album)
Long Distance Calling è il terzo album in studio della band Post-rock tedesca Long Distance Calling.
Come al solito, quasi tutte le tracce sono strumentali: solo Middleville, infatti, è cantata da John Bush, ex-Anthrax.

## Tracce
CD (Superball 0504542 / EAN 5052205045428)
1. Into The Black Wide Open - 8:32
2. The Figrin D'an Boogie - 6:08
3. Invisible Giants - 7:10
4. Timebends - 8:12
5. Arecibo (Long Distance Calling) - 5:53
6. Middleville - 8:30
7. Beyond The Void - 11:40

## Formazione
- David Jordan - chitarra
- Janosch Rathmer - batteria
- Florian Füntmann - chitarra
- Jan Hoffmann - basso
- Reimut van Bonn - ambience